# كفر الخضيري
قرية كفر الخضيرى هي إحدى القرى التابعة لمركز ههيا في محافظة الشرقية في جمهورية مصر العربية. حسب إحصاءات سنة 2006، بلغ إجمالي السكان في كفر الخضيرى 3322 نسمة، منهم 1765 رجل و1557 امرأة.